# د کورتینرز
د کورتینرز (انگلیسی: The Courteeners) نام گروه موسیقی ایندی راک بریتانیایی است که در شهر میدلتون، منچستر بزرگ در سال ۲۰۰۶ تشکیل شدند. اعضایش مایکل فری (خواننده/گیتاریست)، مایکل کمپبل (درامز/خواننده دوم) و دنیل موریس (گیتار ریتم) است. کورتینرز تاکنون پنج آلبوم استودیویی منتشر کرده‌اند: سنت جود (۲۰۰۸)، فالکون (۲۰۱۰)، آنا (۲۰۱۳)، عشق بتنی (۲۰۱۴)، و Mapping the Rendezvous (۲۰۱۶).